# Robert Plant
Robert Anthony Plant, britanski pevec, * 20. avgust 1948, West Bromwich, Staffordshire, Združeno kraljestvo.
Plant je pevec legendarne skupine Led Zeppelin.